# Varde Provsti
Varde Provsti er et provsti i Ribe Stift.  Provstiet ligger i Varde Kommune.
Varde Provsti består af 28 sogne med 32 kirker, fordelt på 16 pastorater.
Grimstrup Sogn hører til Skads Provsti.

## Pastorater
| Pastorater i Varde Provsti | Pastorater i Varde Provsti     | Pastorater i Varde Provsti      |
| -------------------------- | ------------------------------ | ------------------------------- |
| Aal Pastorat               | Agerbæk-Vester Starup Pastorat | Alslev-Janderup-Billum Pastorat |
| Ansager-Skovlund Pastorat  | Blåbjerg Nord Pastorat         | Fåborg-Årre Pastorat            |
| Grimstrup Pastorat         | Henne-Lønne Pastorat           | Hodde-Tistrup Pastorat          |
| Ho-Oksby-Mosevrå Pastorat  | Janderup-Billum Pastorat       | Lunde-Ovtrup Pastorat           |
| Ølgod-Strellev Pastorat    | Øse-Næsbjerg Pastorat          | Thorstrup-Horne Pastorat        |
| Varde Pastorat             |                                |                                 |

## Sogne
| Sogne i Varde Provsti | Sogne i Varde Provsti | Sogne i Varde Provsti |
| --------------------- | --------------------- | --------------------- |
| Agerbæk Sogn          | Alslev Sogn           | Ansager Sogn          |
| Billum Sogn           | Blåvandshuk Sogn      | Fåborg Sogn           |
| Henne Sogn            | Hodde Sogn            | Horne Sogn            |
| Janderup Sogn         | Kvong Sogn            | Lunde Sogn            |
| Lydum Sogn            | Lønne Sogn            | Næsbjerg Sogn         |
| Nørre Nebel Sogn      | Ovtrup Sogn           | Rousthøje Sogn        |
| Skovlund Sogn         | Strellev Sogn         | Thorstrup Sogn        |
| Tistrup Sogn          | Varde Sogn            | Vester Starup Sogn    |
| Ølgod Sogn            | Øse Sogn              | Aal Sogn              |
| Årre Sogn             |                       |                       |